# كاتيناتشو

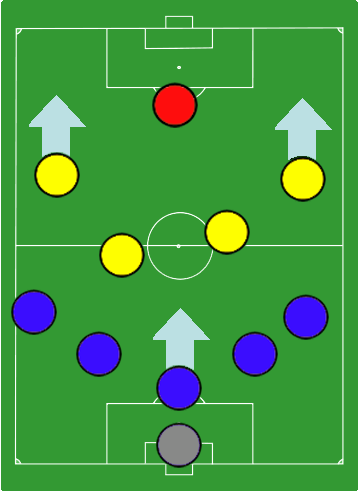
طريقة كارل رابان

كتناتشيو (بالإيطالية: Catenaccio)‏ هي طريقة لعب إيطالية في كرة القدم وتعني بالإيطالية أيضا (مزلاج الباب).

## نشأة الكاتِناتشيو
بعد عام من تولي مهمة تدريب فريق سيرفيت السويسري (الذي دربه بين عامي 1931 و 1935 في فترة أولى) وإيقانا منه بعدم قدرة لاعبيه على تطوير إمكانياتهم البدنية والفنية لتصبح مثل اللاعبين المحترفين في منتخبات وفرق البلدان المجاورة مثل إيطاليا، فرنسا وألمانيا، وردا على أساليب اللعب الهجومية التي كانت متفشية في ذلك الوقت قام المدرب النمساوي كارل رابان  في عام 1932 ابتداع خطة جديدة دفاعية تمامًا يعجز المنافسين عن مواجهتها وهي خطة السلسلة.
تلك الخطة كان توزيعها على أرض الملعب 1-4-2-2-1 (3-2-2-3 أو 1-4-4-1 أو ببساطة 5-4-1) وفي حالات الهجوم كانت 4-1-2-2-1 (4-1-2-3 أو 4-5-1). أسلوب اللعب في تلك الخطة كان يعتمد على خط دفاعي مكون من أربعة لاعبين يلعبون بأسلوب الرقابة اللصيقة مع لاعبي الفريق الخصم إضافة إلى لاعب خامس ذي نزعة دفاعية كبيرة خلف خط الدفاع الرباعي وأمام حارس المرمى مباشرة  أسماه رجل القفل (الليبرو أو القشاش فيما بعد). أمام خط الدفاع خط وسط مكون من لاعبين في القلب مع جناحين يتقدمان للأمام وأمام خط الوسط كان المهاجم الوحيد للفريق.
بالعودة للدفاع فقد كان رجل القفل بالرغم من وقوفه خلف لاعبي الدفاع صاحب مهام هجومية مماثلة لمهام صناع اللعب الكلاسيكيين حيث كانت تُعاد له الكرة عند استخلاصها من أحد لاعبي الدفاع الأربعة للبدء بالهجمة لفريقه فكونه آخر لاعب متأخر بين زملائه (بعد حارس المرمى) كان يمنحه رؤية مناسبة للملعب وتمرير الكرة للاعب الغير مراقب في خط الوسط لقيادة الهجمة وغالبًا كان يُمرر الكرة لأحد جناحي خط الوسط المتقدمين واللذين كانا يجدان المساحات في الهجمات المرتدة مستغلين تقدم لاعبي الفريق المنافس في هجمتهم المقطوعة.
ذلك الأسلوب لاقى نجاحا كبيرا مما جعله يعتمد عليه بشكل دائم مع الفرق التي لعبها وأهله لتدريب المنتخب السويسري في فترتين: الأولى بين عامي 1937 و1938 والثانية بين عامي 1942 و1949 وقد تمكن المنتخب السويسري باستخدام هذه الخطة من الفوز على منتخبات قوية مثل المنتخب الإنجليزي في مباراة ودية والانتصار الأشهر والذي كان على حساب المنتخب الألماني وإقصائه من كأس العالم 1938.

## الإيطالي نيريو روكو والكاتيناتشيو الحقيقي
الكثير من اللاعبين ذوي النزعة الدفاعية مثل لاعب خط الوسط الدفاعيين، المدافعين وحراس المرمى نجحوا كمدربين وفي المقابل يعتبر الكثير من النقاد أن اللاعبين الهجومين قلما يكون النجاح حليفهم في عالم التدريب. إلا أن من هؤلاء القلائل كان الجناح الهجومي الإيطالي نيريو روكو.
فبعد اعتزاله عالم كرة القدم كلاعب بخمس سنوات وتحديدا في عام 1947 أصبح روكو مدربا لأول مرة مع فريق متواضع قلما شارك في دوري الدرجة الأولى الإيطالي وذلك مع فريق ترييستينا الذي حل في المركز الأخير في موسم 1946-1947 وكان من المفترض أن يهبط للدرجة الثانية إلا أن بقاءه في الدرجة الأولى جاء لأسباب سياسية في ظل الوضع المزري التي عانت منه مدينة ترييستي بعد الحرب العالمية الثانية والذي أثر على مسيرة الفريق.
المفاجئ أن المدرب المُلقب ب (البارون) أوصل ترييستينا إلى نجاح لا مثيل له حيث حقق ترييستينا معه في موسم 1947-1948 المركز الثاني في الدرجة الأولى خلف فريق تورينو وهو أفضل مراكز فريق مدينة ترييستي في الدرجة الأولى طوال تاريخه. في ذلك الموسم لم يُهزم ترييستينا سوى في ثمانِ مباريات فقط وهو أقل عدد من الهزائم لفريق في ذلك الموسم بعد تورينو الذي لم يُهزم سوى في أربع مباريات.
ترييستينا احتل المركز الثامن في الموسمين التاليين مع ذلك المدرب الذي تولى في الستينيات تدريب الميلان وحقق معهم نجاحات كبرى عبر الفوز بالعديد من الألقاب منها لقبين لدوري الإيطالي، أول لقبين للميلان في دوري الأبطال والذي كان أولهما في موسم 1963 ليصبح الميلان أول من يفوز بهذه البطولة بين الأندية الإيطالية إضافة إلى لقبين لكأس الكؤوس الأوروبية، لقب لكأس الإنتركونتيننتال ولقب لكأس إيطاليا.
ملعب مدينة ترييستي الذي افتُتِح في عام 1992 تم تسميته نيريو روكو مسيرة كبيرة وتكريم كبير وكل ذلك لسبب وحيد هو الكاتِناتشيو. روكو في عام 1947 اعتمد مع فريقه ترييستينا على خطة 1-3-3-3 (1-3-3-2-1) وفي الحالات الدفاعية بنظام 1-4-4-1 أو 1-4-3-2 بحيث يتكون الدفاع من ثلاث لاعبين خلفهم لاعب رابع ذلك اللاعب كان الليبرو الحقيقي أو القشاش وكانت مهامه دفاعية بحتة (على عكس رجل القفل في خطة رابان) وفي حالات الدفاع كان أحد لاعبي خط الوسط يعود للدفاع ليُصبح الدفاع مكونَّا من أربعة مدافعين وقشاش.
كانت مهمة ذلك القشاش هي التغطية على أخطاء زملاءه واستخلاص الكرات التي تمر خلف الخط الدفاعي في حال لعب الخصم على الكرات الطولية إضافة إلى رقابة ثنائية لصيقة مع أحد زملاءه في خط الدفاع الرباعي في حال اقتضى الأمر الحد بشكل قوي من خطر لاعب مهم في الفريق الخصم، كما كان ذلك القشاش يرسل التمريرات الطويلة الأمامية للاعبي الهجوم.
خطأ شائع: الكثير من متابعي كرة القدم يعتقدون أن أسطورة كرة القدم الألمانية فرانز بيكنباور هو مخترع مركز الليبرو إلا أن بيكنباور يُعتبر أفضل من لعب وأبهر في مركز الليبرو على مدار التاريخ فقد تمكن من الدمج بين أسلوبي رجل القفل والقشاش حيث كان يقوم بأدوار هجومية كبيرة طبقًا لأسلوب رابان وكذلك القيام بالأدوار الدفاعية على طريقة روكو باقتدار.

## الأرجنتيني هيلينيو هيريرا
بعد تركه لبرشلونة في صيف عام 1960 وتوليه تدريب إنتر ميلان حقق المدرب الأرجنتيني هيلينيو هيرِّيرا مع الأفاعي بسبعة ألقاب منها اللقبين التاريخيين في دوري الأبطال عامي 1965 و1966 ولقبي كأس الإنتركونيننتال في نفس العامين إضافة إلى لقبي الدوري الإيطالي في مواسم 1962-1963، 1964-1965 و 1965-1966. الغريب في الأمر أن أغلب انتصارات إنتر ميلان مع هيريرا كانت بنتيجة 1-0 ! 
ذلك الأمر كان سببه الأساسي الاعتماد على خطة الكاتِناتشيو بأسلوب مختلف تمامًا وذلك عبر ابتداع اشتقاق لخطة 5-3-2 حيث كان الرسم الخططي لفريق هيريرا 1-3-4-2 في الحالات الهجومية و 1-4-3(1-2)-2 في حالات الدفاع عبر تراجع الجناح الأيمن في خط الوسط لمركز الظهير الأيمن. وبالرغم من القوة الدفاعية لهذه الخطة إلا أن قوتها الهجومية تكمن في جناحي خط الوسط ومهاجم متأخر ومهاجم كلاسيكي أمامهما.
هيريرا كان يعتمد على الدفاع طوال الوقت واستغلال الفرصة المثالية (سواء من هجمة مرتدة، كرة ثابتة أو اقتناص أخطاء الخصم) لتسجيل هدف الفوز ثم العودة بكامل اللاعبين لاستخدام أسلوب دفاع المنطقة عدا ثنائي الهجوم وهو ما جعل هجمات المنافسين مجرد تمرير عرضي للكرة بين لاعبي الفريق المنافس دون أي فاعلية في ظل عدم تواجد أي ثغرة لاختراق دفاعات إنتر ميلان.

## انتصار الكرة الهجومية على الدفاع المطلق
في عز توهج إنتر ميلان وخطة الكاتيناتشيو وتربع إنتر ميلان على عرش الكرة العالمية وفي ظل تطبيق الخطة ذاتها على المنتخب الإيطالي الذي اعتقد الكثيرون أنه قادر على إنهاء السيطرة البرازيلية على كأس العالم تمكن فريقين من القيام بالمهمة المستحيلة في أكبر المحافل وحطموا التفوق الدائم للكرة الدفاعية وذلك عبر الاعتماد على خطة هجومية من الطراز الأول.
الفريق الأول كان نادي سيلتيك الاسكتلندي في نهائي دوري أبطال أوروبا عام 1967 والذي اعتمد على خطة 4-2-4 الهجومية البحتة (و التي اندثرت مع مرور الوقت ولم يعد هناك من يستخدمها في وقتنا الحاضر).
تلك الخطة تمكنت من مقارعة خطة 5-3-2 التي كان يُطبقها هيريرا مع إنتر ميلان وقادت سيلتيك للفوز على إنتر ميلان وتحقيق اللقب الوحيد للفريق الإسكتلندي في دوري الأبطال وهو اللقب الأول لفريق بريطاني أو غير لاتيني في دوري الأبطال. تظل هذه المباراة محفورة في تاريخ كرة القدم العالمية وعلى الأخص في أذهان مشجعي كلا الفريقين فالبطل فاز بلاعبين مساقط رؤوسهم لا تبعد أكثر من 50 كيلومترا عن مركز العاصمة الاسكتلندية غلاسكو.
في المقابل كانت هذه المباراة إيذانا ببداية النهاية لخطة الكاتيناتشيو التي منحت إنتر ميلان هيمنة على الكرة الإيطالية والعالمية في عقد الستينات خاصة بعد تصريحات جوك ستين مدرب سيلتيك بأن هذه المباراة هي انتصار للكرة الهجومية وبداية لعصر جديد في عالم الكرة في ظل اعتبار الكثيرين أن أسلوب الكاتِناتشيو الخاص بهيريرا قدم كرة قدم غاية في الملل كما خسر إنتر ميلان في الموسم ذاته لقب الدوري الإيطالي في آخر جولاته إضافة إلى الإقصاء من نصف نهائي كأس إيطاليا.
الفريق الثاني كان المنتخب البرازيلي نفسه في نهائي كأس العالم 1970 والذي اعتمد على الخطة ذاتها. منتخب البرازيل التقوا بالمنتخب الإيطالي في نهائي أفضل كؤوس العالم على الإطلاق كما يرى الكثير من المحللين خاصة بعد مباراة نصف النهائي النارية بين منتخب إيطاليا والمنتخب الألماني والتي انتهت بفوز المنتخب الإيطالي بنتيجة 4-3 في الوقت الإضافي وصنفت هذه المباراة الأفضل في القرن الماضي.
و قد لقن لاعبي منتخب البرازيل لاعبي منتخب إيطاليا درسا لا ينساه في إستراتيجية الخداع الكروي فاستغلالا للإرهاق الذي أصاب لاعبو المنتخب الإيطالي وبعد التقدم في النتيجة مبكرا عبر هدف بيليه قام المنتخب البرازيلي بقيادة المدرب ماريو زاغالو بخداع استرتايجي عبر ترك الاستحواذ للمنتخب الإيطالي والذي تمكن من تسجيل هدف التقدم في الدقيقة 37 عبر مهاجم إنتر ميلان روبيرتو بونينسينيا.
و ما إن تمكن الإرهاق من الطليان حتى قام البرازيليين بشن هجماتهم المكثفة والمدمرة بقيادة لاعبين مثل جيرسون، ريفيلينو، جارزينيو، توستاو وبيليه. لم يُفلح التكتل الدفاعي من الوقوف أمام حاجز الإرهاق وسرعة لاعبي المنتخب البرازيلي بالكرة وبدونها إضافة إلى مباغتة الظهيرين الأيمن والأيسر كارلوس ألبرتو توريس وإيفيرالدو ليدك أصحاب الرداء الأصفر والأزرق شباك إنريكو ألبرتوزي أحد أفضل الحراس على مدار تاريخ كرة القدم الإيطالي بثلاثة أهداف سجلها جيرسون في الدقيقة 66، جيرزينيو في الدقيقة 71 وكارلوس ألبيرتو في الدقيقة 86، ليُتوجوا أنفسهم أبطالا للعالم للمرة الثالثة بعد عامي 1958 و1962 ويحتفظوا بكأس جول ريميه (الكأس القديمة للبطولة) للأبد.

## الكرة الشاملة قضت على الكاتِناتشيو

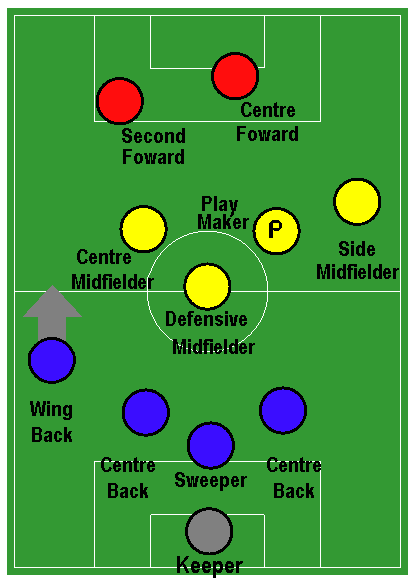
طريقة زونا ميستا

اعتُبِرت كرة القدم الشاملة التي ابتدعها المدرب الهولندي رينوس ميتشيلز وطبقها مع أياكس أمستردام على خطة 4-3-3 بين عامي 1969 و1971 واعتمد عليها أيضا مع برشلونة بعد ذلك وأيضا مع المنتخب الهولندي في كأس العالم 1974. كرة القدم الشاملة كان أسلوبا مرنًا للغاية لا يلتزم فيه أي لاعب بمركزه الأصلي حيث كان بمقدور كل لاعب أن يُصبح مهاجما، لاعب خط وسط أو مدافعا، في ظل المرونة الفنية العالية للاعبيه واللياقة البدنية الكبيرة والسرعة العالية لنجوم منتخب هولندا. ففي حالات الهجوم كانت الخطة تتحول لتُصبح 1-1-8 وفي حالات الدفاع تتحول إلى 1-6-2-1. قد تسببت هذه الخطة باندثار العديد من أساليب اللعب المعتمدة دفاعيا على الرقابة اللصيقة لذا بدأ الكثير من المدربين في محاولة اختراع أساليب تجمع دفاع المنطقة مع الرقابة اللصيقة.
أسلوب اللعب بدفاع المنطقة يعني أن كل لاعب خط وسط ومدافع يكون لديه تمركز محدد بحيث يغطي منطقة محددة وعندما يخرج لاعب من منطقته الخاصة يقوم أقرب زميل له بإعادة تعديل تمركزه ليغطي منطقته ومنطقة زميله. وعبر تطبيق أسلوب دفاع المنطقة على التوزيع الخططي لخطة الكاتِناتشيو والتي تعتمد على الرقابة اللصيقة بشكل رئيسي وتكون فيها مهام القشاش تطبيق الرقابة الثنائية مع أحد زملائه في خط الدفاع تكونت خطة الزونا ميستا (بالإيطالية: Zona Mista)‏ تعني المنطقة المختلطة.
في خطة الزونا ميستا يكون هناك أربعة مدافعين متكون من قشاش حر التحرك لدعم زملاءه في خط الدفاع وفرض الرقابة الثنائية على أحد اللاعبين الخطرين للفريق المنافس حينما يستوجب الأمر ذلك، إضافة إلى خط دفاعي مكون من ثلاثة مدافعين: قلبي دفاع يُطبقان أسلوب دفاع المنطقة وظهير أيسر تكون لديه مهام هجومية ودفاعية حسب ظروف المباراة.
خط الوسط يتكون من لاعبي خط وسط دفاعيين وآخر محوري إضافة إلى صانع ألعاب يميل للجهة اليمنى رفقة الجناح الأيمن الذي كان مكلفًا بالتراجع للخلف في هجمات الفريق الخصم بشكل أكبر عن بقية زملائه في خط الوسط والتقدم للأمام ليُصبح جناحا أيمن في حالات الهجوم رفقة المهاجم المتأخر الذي كان يميل للجهة اليُسرى (و هو تطوير لمركز الجناح الأيسر في خطة الكاتِناتشيو) والمهاجم المتمركز في منطقة الجزاء.

### إيطاليا في كأس العالم 1982
كان أسلوب الزونا ميستا الذي طبقه المدرب التاريخي لإيطاليا إنزو بيرزوت عليه في كأس العالم 1982 هو من أوصل الفريق للتويج بالذهب حيث كان يعتمد على المدافع غايتانو شيريا في مركز الليبرو بينما كان الثنائي فولفيو كولوفاتي وكلاوديو جينتيلي يشغلان مركزي قلب الدفاع وكان جوزيبي بيرغومي الذي كان بعمر 18 عاما حينها يشغل مركز الظهير الأيسر.
و طبقا لاحتياجات الفريق فقد كان جنتيلي يغير تمركزه قليلا لليمين ليُغطي مركز الظهير الأيمن الغير موجود في تشكيل المنتخب الإيطالي خاصة في حال تواجد أنتونيو كابريني كجناح أيسر في خط الوسط وتأخره أحيانا للدفاع حيث كان جميع لاعبي الدفاع (عدا الليبرو) يتحركون بشكل قطري يمينا لكي يُعدلوا من توزيع الدفاع الثلاثي وأمامه جناحا أيسر ليصبح دفاعا رباعيا منتظما.
في خط الوسط كان الثنائي غابرييلي أوريالي يشغل مركز لاعب خط الوسط الدفاعي وكان ماركو تارديلي هو لاعب خط الوسط المحوري وأمامه الجناح الطائر برونو كونتي والذي كان أحد أسباب فوز الإيطاليين بمونديال إسبانيا. كونتي كان يلعب كجناح أيمن في حال عدم وجود كابريني على الجهة اليسرى وفي الوقت ذاته تواجد صانع الألعاب جانكارلو أنتونيوني حيث كان يقوم بواجبات دفاعية وهجومية على الرواق الأيمن كاملا. أما في حال تواجد كابريني وغياب أنتونيوني كان كونتي يتولى دور صانع الألعاب المتقدم. في الهجوم كان فرانشيسكو غراتسياني يلعب كمهاجم ثانٍ ويميل للطرف الأيسر في بعض الأحيان خاصة مع غياب كابريني وأمامه كان رأس الحربة الصريح باولو روسي والذي كان هداف البطولة.
هذا التشكيل الخططي المعقد والذي يتغير شكله على أرض الملعب بشكل دائم كان مناسبا للغاية لمنتخب إيطاليا لتوفير نزعة دفاعية قوية وقوة هجومية ممتازة. وقد اعتمد أيضا المدرب الإيطالي المخضرم جيوفاني تراباتوني على هذه الخطة مع إنتر ميلان في موسم 1988-1989 والذي حصل فيه إنتر ميلان على آخر بطولة دوري في القرن العشرين.

## الكاتيناتشيو في كرة القدم الحديثة
مع مرور السنوات اختفى أسلوب الكاتيناتشيو وأصبح من الماضي في ظل الشعبية الكبيرة التي حققتها الأساليب الهجومية وعلى رأسها أسلوب الكرة الشاملة. وقد ساهمت الخطط الجديدة التي اخترعت في زوال الكاتيناتشيو في ظل عدم استخدام العاملين الرئيسيين لأسلوب رابان، روكو، هيريرا وبيرزوت وهما مركز الليبرو وأسلوب الرقابة اللصيقة.
ربما لا زالت بعض الفرق الضعيفة تستخدم ذلك الأسلوب في كرة القدم الحديثة لتقليل الفارق الفني بينها وبين منافسيها وتحويل مبارياتها إلى مبارزات بدنية إلا أن الانتقادات اللاذعة للكاتيناتشيو كونه أسلوب دفاعي بحت يقتل جمال كرة القدم أنهى تماما أي وجود لذلك الأسلوب عدا في حالات استثنائية.
و بالرغم من ذلك قامت بعض الفرق ومدربيها بإعادة إحياء الكاتِناتشيو بشكل غير مباشر أمام المنافسين الأقوياء حسب أوضاع اللاعبين وحاجة الفريق خاصة في حال تعرض أحد اللاعبين للطرد أو الحفاظ على النتيجة المطلوبة حتى نهاية المباراة.

### المنتخب الإيطالي لم يتخل يوما عن هذا الفكر
كأس العالم 1998
في كأس العالم 1998 اتبع تشيزري مالديني مدرب المنتخب الإيطالي أسلوب الكاتيناتشيو بشكل مباشر في بعض المباريات مثل مباراة إيطاليا ضد تشيلي في افتتاح مباريات منتخب إيطاليا في دور المجموعات حيث اعتمد على خطة 4-3-3 لكن بنفس أسلوب روكو 1-3-3-3 (1-3-3-2-1) حيث كان يلعب بألساندرو كوستاكورتا كليبرو أمام الثلاثي باولو مالديني، أليساندرو نيستا وفابيو كانافارو وأمامهم في خط الوسط أنجيلو دي ليفيو حيث كان يشغل مركز الجناح الأيمن الذي يعود ليُصبح ظهير أيمن في حالات الدفاع لتنقلب الخطة إلى 1-4-4(2-2)-1.
مباراة أخرى ظهر فيها فريق تشيزري مالديني بأسلوب كاتيناتشيو صريح حيث اعتمد على خطة 5-3-2 الخاصة بهيريرا ضد المنتخب النمساوي في دور المجموعات أيضا حيث كان خط الدفاع الخماسي مكونا من كوستاكورتا كليبرو، مالديني، كانافارو، نيستا وجيانلوكا بيسوتو الظهير الأيمن الذي كان يتقدم أحيانًا ليلعب كجناح أيمن في خط الوسط.
يورو 2000
في يورو 2000 اعتمد مدرب المنتخب الإيطالي دينو زوف على ذات الأسلوب الذي اعتمد عليه سلفه في مباراة النمسا في كأس العالم 1998 لكن الأمر كان مغايرا قليلا في أن الأولوية لبيسوتو هي مركز الجناح الأيمن حيث لعب المنتخب الإيطالي بخطة 4-4-2 (4-2-2-2(1-1))الكلاسيكية مع تراجع بيسوتو لمركز الظهير الأيمن لتتحول الخطة إلى 5-3-2 في الحالات الدفاعية ولا يُمكن للجميع نسيان النهائي الشهير ضد المنتخب الفرنسي.
كأس العالم 2002
في كأس العالم 2002 طبق المدرب جيوفاني تراباتوني أسلوب الكاتيناتشيو في مباراة المكسيك وإيطاليا الشهيرة بهدف ألساندرو دل بييرو قبل خمس دقائق من نهاية المباراة والذي صعد منتخب إيطاليا إلى ثمن النهائي.
خلال تلك المباراة اعتمد تراباتوني على خطة 4-4-2 (4-3-1-2 أو 4-3-2-1) لكنها كانت تتحور حسب مجريات المباراة لتُصبح 5-2-3 أو 5-3-2. فمع خط دفاع مكونا من باولو مالديني، أليساندرو نيستا، فابيو كانافارو وكريستيان بانوتشي كان الجناح الأيمن جانلوكا زامبروتا يتراجع للوراء ليصبح ظهيرا أيمن في مكان بانوتشي ليقوم الخط الدفاعي بإعادة تمركزه ليصبح مكونا من الليبرو فابيو كانافارو وأمامه خط دفاع رباعي.
يورو 2004
في يورو 2004 استخدم تراباتوني خطة 4-4-2 (4-3-1-2) في مواجهة المنتخب السويدي في الجولة الثانية من دور المجموعات. وقد غطت الصبغة الدفاعية أداء المنتخب الإيطالي الذي كان يُدافع بسبعة لاعبين أمام منتخب السويد الهجومي الذي اعتمد على خطة 4-1-3-2 فيما كان المنتخب الإيطالي يُهاجم بأربعة لاعبين فقط.
كأس العالم 2006

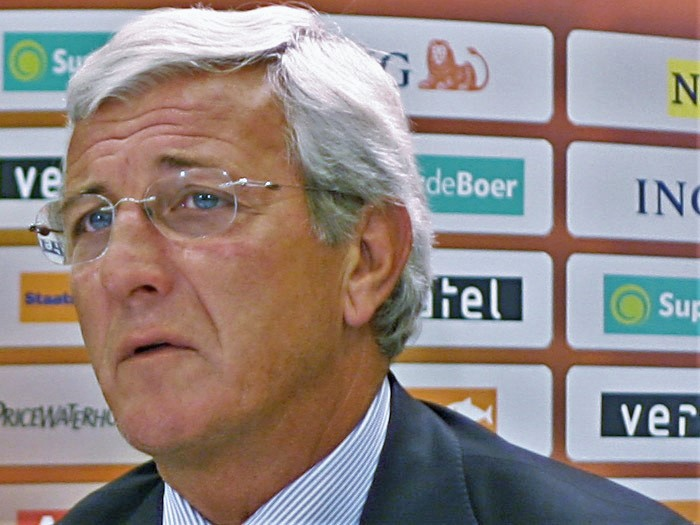
مارسيلو ليبي نجح في تطبيق خطة الكاتيناتشيو في كأس العالم 2006 وحقق لقب البطولة

في كأس العالم 2006 والتي قال مارتشيلو ليبي مدرب إيطاليا بعد الفوز بكأس العالم فيها (الكرة الهجومية تجلب الانتصارات أما الدفاعية فتجلب البطولات) أدخل المدرب السابق لليوفنتوس أسلوب الكاتيناتشيو بمفهوم جديد وعلى خطة جديدة وهي 4-2-3-1 المُشتقة من 4-5-1.
حيث كان يعتمد ليبي على منح السيطرة بشكل أكبر على الخصم عبر فصل الدفاع عن الهجوم وذلك عبر القيام بهجمات مرتدة سريعة يقودها ثلاثي خط الوسط الأمامي فقط ماورو كامورانيزي، سيموني بيروتا (أو أليساندرو دل بييرو) وفرانشيسكو توتي رفقة المهاجم لوكا توني، ألبيرتو جيلاردينو أو فيليبو إنزاغي. بينما كان بقية لاعبي خط الوسط الخلفيين أندريا بيرلو وجنارو غاتوزو شحيحي التقدم للأمام وفي حال تقدم بيرلو كان بيروتا (أو كامورانيزي) يمتنعان من المشاركة في الهجمة ويغطيان مايسترو خط الوسط الذي كان يعتمد أيضا على إرسال التمريرات الطولية في بعض الأحيان عوضا عن التقدم والمشاركة في الهجمات.
في المُقابل ومع ثبات القسم الخلفي في خط الوسط كان الدفاع ثابتا على الدوام وفي الحالات الدفاعية كان الفريق الخصم يجد صعوبة في التعامل مع 6 لاعبين متمركزين في الخطوط الخلفية إضافة إلى دعم ماورو كامورانيزي أو سيموني بيروتا الدفاعي وقد ظهر هذا الأمر جليا في المباراة النهائية ضد فرنسا.
أيضا لا يُمكن نسيان مباراة منتخب إيطاليا في الدور الثاني ضد أستراليا حينما طُرد ماركو ماتيراتسي في الدقيقة 50 حيث تحولت خطة الفريق من 4-3-3 (1-2) إلى 4-3-0-2 وأصبح المنتخب الإيطالي لا يتحرك من مناطقه الدفاعية عدا في عدد قليل من الهجمات عبر المهاجمين فينشينسو ياكوينتا وفرانشيسكو توتي إضافة إلى تقدم طفيف من لاعب خط الوسط سيموني بيروتا والظهير الأيسر فابيو غروسو. ذلك الأسلوب الذي مكن إيطاليا من الفوز عبر ركلة جزاء سجلها توتي جعل صحيفة غارديان الإنجليزية تقول أن أسلوب المنتخب الإيطالي في التعامل مع المباراة جعل الأمر يبدو كأن روح هيلينيو هيريرا تمكنت من مارتشيلو ليبي.

### أوتو ريهاجل والإعجاز اليوناني في يورو 2004

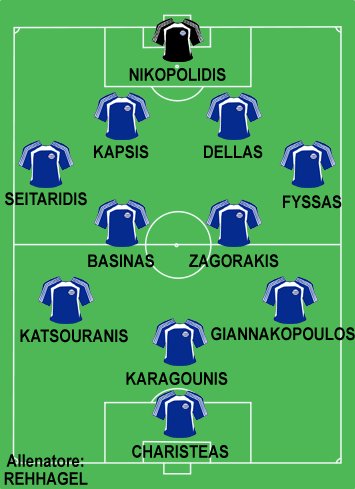
تشكيلة منتخب اليونان في بطولة يورو 2004

أحفاد الإغريقيين اعتادوا من مدربهم الألماني أوتو ريهاجل في تلك البطولة على شيء اختفى منذ عصر هيريرا وهو تسجيل هدفا واحدا فقط في كل مباراة. اليونان أضعف المرشحين للفوز بلقب البطولة حققت الانتصار في أربع مباريات منها 3 مباريات بنتيجة 1-0 جميعها في أدوار ربع النهائي، نصف النهائي والنهائي.
أما في دور المجموعات فكان فوزهم في المباراة الافتتاحية للبطولة بنتيجة 2-1 ضد المنتخب البرتغالي وكانت هي أول وآخر مباراة يُسجل فيها اليونانيين أكثر من هدف خلال البطولة. المنتخب اليوناني تعادل في المباراة التالية مع المنتخب الإسباني بهدف في كل شبكة قبل أن يُهزم من منتخب روسيا بنتيجة 1-2.
أوتو ريهاجل كان يعتمد على خطتي 4-3-2-1 و 4-4-2 الكلاسيكية وقد كان يلعب فقط بفكر الكاتِناتشيو عبر الهجمات المرتدة والكرات الثابتة على فترات وفي المقابل استنزاف قوى المنافس عبر منحه السيطرة على الكرة بشكل أكبر والانتشار داخل مناطق الدفاع 8 لاعبين وترك المهاجمين في الأمام بحيث يجد المنافس حائطا منيعا لا يمكن اختراقه.

### أليكس فيرغسون يتقمص دور هيريرا في دوري الأبطال 2007-08
بدء1 من مواجهة روما في الدور ربع النهائي من دوري أبطال أوروبا موسم 2007-2008 مرورا بنصف النهائي أمام برشلونة والنهائي أمام تشيلسي اتبع السير أليكس فيرغسون أسلوب الكاتيناتشيو بشكل ضمني غير ملحوظ بدا للعالم على أنه دفاع منظم على مدى 90 دقيقة لا أكثر.
مدرب روما لوتشانو سباليتي قال بعد الهزيمة في مباراة الذهاب بنتيجة 2-0 في ملعب الأولمبيكو (ربما فازوا بهدفين نظيفين لكن مانشستر يونايتد كان فريقا إيطاليا أكثر منَّا) مشيرا إلى اعتماد الشياطين الحمر على التكتل الدفاعي البحت مع الانظلاف في هجمات مرتدة سريعة وهو الأمر الذي لم يكن واضحا للكثيرين في بادئ الأمر.
الأمر بسيط للغاية فمع خط دفاع رباعي كان الجناح الأيمن أوين هارغريفز يتراجع للخلف ليًصبح ظهيرا أيمن ضمن خط دفاع خماسي في الحالات الدفاعية.
ذلك الخط الدفاعي كان يزداد ليُصبح سباعيا مع عودة مايكل كاريك للخطوط الخلفية رفقة بول سكولز ويحل محلهما كارلوس تيفيز وواين روني في القسم الدفاعي من خط الوسط ويُترك كريستيانو رونالدو وحيدًا في الهجوم في تطبيق كامل لعقلية الكاتيناتشيو الممزوجة بالوضع الدفاعي للكرة الشاملة (1-6-2-1).
هذا النمط الخططي كان سمة مانشستر يونايتد في أغلب فترات مبارياته في البطولة وقد ساعد فيرغسون على القيام بهذا الأمر سرعة الثنائي روني وتيفيز في التقدم للأمام في الحالات الهجومية. وبالرغم من أسلوب اللعب الهجومي البحت لمانشستر يونايتد في الدوري الإنجليزي كان ذلك الأسلوب الدفاعي مطلوبا أمام فرقا قوية وهجومية مثل برشلونة، روما وتشيلسي.
صحيفتي إل موندو ديبورتيفو وسبورت الكاتالونيتين وبعد إقصاء مانشستر يونايتد لبرشلونة ركزت في حديثها على قوة برشلونة على صعيد الاستحواذ على الكرة والتنظيم الدفاعي الجيد للمانشستر وهو ما جعل صحيفة لاغازيتا دييلو سبورت تسخر مما ذكرتاه كلتا الصحيفتين قائلة (لو كان مانشستر فريقا إيطاليا لقيل أنهم لا يجيدون سوى الدفاع القاتل لجمال كرة القدم !).
و قد استفاضت صحيفة لاغازيتا دييلو سبورت في الحديث قائلة (مستوى الفرق الإيطالية ربما هبط عن دونها من الأندية الإسبانية والإنجليزية ولذا تلجأ للأساليب الدفاعية مع الهجوم المرتد. لكن ماذا نقول عن فريق مذهل مثل مانشستر يونايتد وهو يقوم بالأمر ذاته؟!).

### المنتخب المصري
أمام منتخبات عملاقة كالمنتخبين البرازيلي والإيطالي قام حسن شحاتة مدرب المنتخب المصري بالاعتماد على أسلوب جديد في اللعب مستغلا خطته المفضلة 3-5-2.
فبالاعتماد على سرعة الظهيرين الأيمن والأيسر أحمد فتحي وسيد معوض وقدراتهما الدفاعية والهجومية الجيدة وظف شحاتة الفريق بشكل دفاعي للغاية أمام منتخبي البرازيل وإيطاليا بخطة 5-4-1 (3-2-3-1-1) حيث كان محمد أبو تريكة يتمكز بعيدا عن مركز المهاجم الثاني ليُصبح لاعب خط وسط مهاجم في الحالات الدفاعية تتحول إلى 3-6-1 (3-3-2-1-1) أو 3-5-2 (3-3-2-2) في الحالات الهجومية.
خط الدفاع المكون من هاني سعيد كليبرو وأمامه وائل جمعة وأحمد سعيد كقلب دفاع كان ثابتا بشكل دائم في المناطق الخلفية بينما كان فتحي ومعوض ينطلقان للأمام في الهجمات المرتدة. أيضا كان حسني عبد ربه لاعب خط الوسط المحوري محدود التحركات بينما كان محمد شوقي وأحمد حسن يقومان بأدوار دفاعية كبيرة مع خط الدفاع ويتقدمان في الهجمات المرتدة.
بشكل عام كان المنتخب المصري يُدافع بثمانية لاعبين مع بقاء الثنائي تريكة ومحمد زيدان في المناطق الأمامية لدعم الهجمة المرتدة مع أحد الظهيرين وخط الوسط. وقد نجح هذا الأسلوب في مباراة ماراثونية أمام منتخب البرازيل ورأينا العديد من الهجمات المرتدة من المنتخب المصري أمام منتخب يُخلف خلفه الكثير من المساحات بسبب كرته الهجومية الكاسحة وبالرغم من الهزيمة إلا أن منتخب مصر نال استحسان الجميع.
في مباراة منتخب إيطاليا وجد المنتخب المصري صعوبة في مباغتة المنتخب الإيطالي عبر المرتدات في ظل الوعي الدفاعي الممتاز للطليان لكن المصريين نجحوا في تحقيق الفوز عبر سلاح آخر من سلاح الكاتِناتشيو عبر ركلة ركنية سجل على إثرها محمد حمص هدف الفوز الذي تكتل من بعده المنتخب المصري بمدافعيه ولاعبي خط وسطه في المناطق الخلفية لمقاومة هجمات المنتخب الإيطالي.
في كأس الأمم الأفريقية 2010 فقد اتبع شحاتة الأسلوب ذاته أمام منتخبات قوية هجوميا مثل المنتخب النيجيري، المنتخب الكاميروني، المنتخب الجزائري والمنتخب الغاني إلا أن الغزارة التهديفية للمنتخب المصري لا تنفي اعتماده على فكر الكاتِناتشيو بل يشير إلى ضعف الوعي الدفاعي للمنافسين وسهولة مباغتهم عبر المرتدات وبشكل أكبر براعة لاعبي هجوم المنتخب المصري في استغلال الثغرات والسرعة في ضرب المنافس. ويُمثل تلقي المنتخب المصري ثلاثة أهداف فقط طوال البطولة أمام منتخبات قوية هجوميا وعدم تعرضه لأي هزيمة دليلين دامغين على اتباع شحاتة لأسلوب هيرِّيرا الشهير.

### كوريا الشمالية والوسيلة الوحيدة للوصول إلى كأس العالم 2010
حتى آسيا وجدت من يعتمد فيها على الكاتِناتشيو وقد كان ذلك الفريق محظوظا للغاية حيث تمكن من الوصول بشكل مباشر إلى كأس العالم 2010 من خلال التصفيات الآسيوية. ذلك المنتخب هو المنتخب الكوري الشمالي الذي استطاع الفوز على منتخبات عريقة مثل المنتخب الإماراتي، المنتخب الإيراني، المنتخب السعودي وكوريا الجنوبية.
و في المقابل لم يُهزم سوى في مباراتين فقط من أصل 16 مباراة خاضها سواء في المرحلة الأولى، المرحلة الثالثة والمرحلة الرابعة التي كانت شاهدة بشكل خاص على الأسلوب الدفاعي البحت حيث لم يُسجل المنتخب الكوري الشمالي سوى سبعة أهداف في ثمانِ مباريات لكنها كانت كفيلة لتجلب له 12 نقطة من تلك المباريات عبر ثلاث انتصارات وثلاث تعادلات.

### إنتر ميلان 2009-10

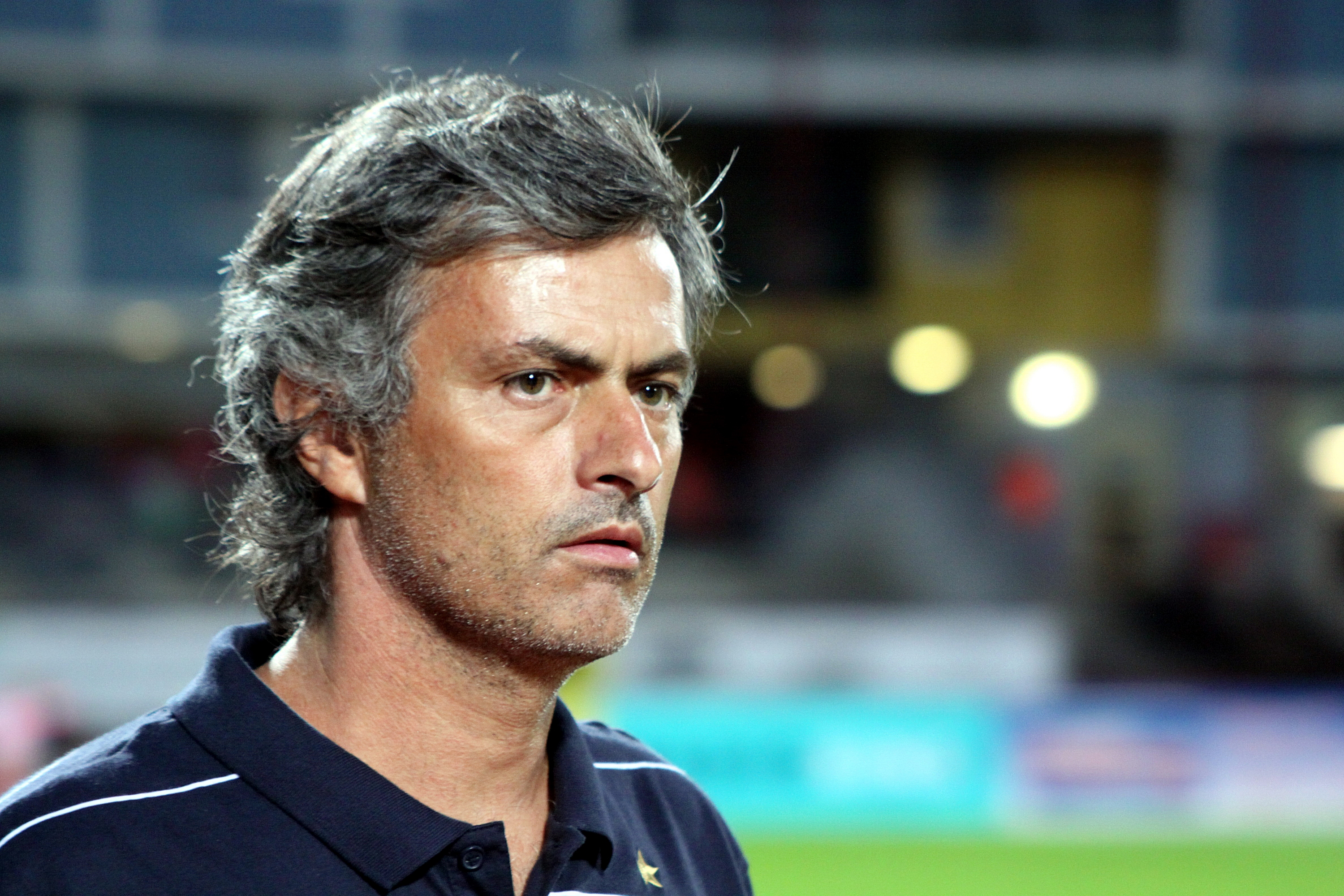
جوزيه مورينهو أعاد تطبيق الكاتيناتشيو

تمكن إنتر ميلان من الوصول إلى نهائي دوري أبطال أوروبا موسم 2009-2010 بعد أجمل هزيمة في تاريخ المدرب البرتغالي جوزيه مورينهو على حد قوله في كامب نو بنتيجة 1-0 على يد برشلونة بالرغم من أن الانتر لعب بعشرة لاعبين بعد الطرد المثير للجدل في منتصف الشوط الأول بحق اللاعب البرازيلي الإيطالي تياغو موتا، وبالرغم من السيطرة الكبيرة لبرشلونة على مجريات المباراة وبنسبة امتلاك للكرة تكاد تكون كاملة لم يستطع من تسجيل أي هدف في اللقاء الا في نهاية الشوط الثاني وهي الهزيمة التي لم توقف زحف إنتر ميلان إلى النهائي بعد الفوز في الذهاب قبلها بأسبوعين بنتيجة 3-1. بعد انتهاء معركة كامب نو وصفت الصحافة الإسبانية أسلوب إنتر ميلان خلال اللقاء بأسلوب كاتيناتشيو هيريرا.
الأهم هو أن الأمر هي أن مورينهو اتبع هذا الأسلوب في عدة مناسبات سابقة منها مباراة إياب ثمن نهائي دوري الأبطال أمام تشيلسي في ستامفورد بريدج حيث أغلق إنتر ميلان كل المساحات ودافع عن مرماه مع الاعتماد على الهجمات المرتدة السريعة سواء باستغلال سرعة صامويل إيتو وغوران بانديف في قيادة المرتدات أو الاعتماد على الكرات الأمامية المتقنة من صانع ألعاب الفريق ويسلي شنايدر إلى دييغو ميليتو والثنائي السابق ذكره والذي قاد لهدف الفوز في لندن عبر تمريرة أمامية إيتو المنفرد بحارس تشيلسي روس ترنبول ليضع الكرة في الشباك.
أيضا كان ذلك الأسلوب هو المتبع في مباراة الذهاب حيث كان تفوق تشيلسي في الاستحواذ على الكرة بلا فائدة كبيرة أمام التكتل الدفاعي القوي لفريق إنتر ميلان في المقابل لم يجد أصحاب الأرض أي صعوبة في مباغتة الضيوف عبر الهجمات المرتدة من حين إلى آخر. مباراة إياب ربع النهائي أمام سسكا موسكو كانت مباراة أخرى شهدت مباغتة مبكرة من إنتر ميلان عبر هدف من ركلة حرة لويسلي شنايدر مع تكتلات دفاعية قوية لإنتر ميلان عجزت الفريق الروسي.
هذا الأسلوب الذي طبقه المدرب البرتغالي على خطتي 4-3-1-2 و 4-2-3-1 وأحيانا 4-3-2-1 كما حدث أمام برشلونة لم يقتصر على مباريات دوري الأبطال ففي مباراة ديربي ميلانو في مرحلة الإياب في الدوري الإيطالي ضد الميلان وبعد طرد ويسلي شنايدر وهو صانع اللعب وابرز لاعبي الانتر منذ الشوط الأول، قام إنتر ميلان بترك الملعب والسيطرة لصالح إيه سي ميلان لكنها كانت سيطرة سلبية على مجريات اللعب بينما كان إنتر ميلان هو المتحكم الحقيقي في اللعب عبر التكتل الدفاعي القاتل والهجمات المرتدة الخطيرة والتي منحت الفوز لإنتر ميلان بنتيجة 2-0 وكانت ان تكون النتيجة أكبر من ذلك لخطورة الهجمات المرتدة التي كان يشنها لاعبي الانتر، وبحق تعتبر هذه المباراة ومباراة الانتر ضد برشلونة في الكامب نو (نصف النهائي) مدرسة لكل مدربي العالم.

### تشيلسي 12-2011
لم يتوقع الكثير فوز تشلسي بدوري الابطال 2011-2012 لكن بعد اقالت بواس وتعيين الإيطالي دي ماتيو لتولي مهام تدريب الفريق غير دي ماتيوأسلوب تشلسي وجعله ينتهج الأسلوب الدفاعي البحت تقفيل المساحات وقتل اللعب والاعتماد على الهجمات المرتدا اعتمد دي ماتيو أسلوب4-2-3-1 بلعب قريتي دفاع ثابت لايتقدم للإمام ولعب بأرتكازين هما لامبارد وميكيل ووضيفتهم الأهم هي تغطية خط الدفاع ومراقبة الخصم وفي خط المقدمة يتوا ديدي دروجبا ومن خلفه صانع الاعاب ماتا وبهذا الرسم الذي يبدو متوازن من ناحية الدفاع والهجوم لكن دي ماتيو أضاف عليه لمسة الكتناتشو وظهر الفريق بصبغه دفاعيه بحته قاد دي ماتيو أول مباراة له في التشابيزليغ ضد نابولي في إياب ثمن النهائي وكان الفريق خاسر وقتها 3-1 وكان مهمة عبور نابولي شبه مستحيله في الستامفورد بريدج
 استطاع تشلسي التغلب على نابولي في لندن بعد مباراة درامتكيه انتهت بنتيجة 4-1 واقتلاع ورقة التأهل الي الدور ربع نهائي ولاقا بعدها بنفيكا العنيد والذي يلعب كورة قدم هجوميه
استعان دي ماتيو بأسلوب الكتناتشو في الذهاب في ملعب النور وحقق الانتصار0-1 بعد تفوق واضح لاصحاب الأرض في الإياب لم يختلف الحال كثيرا وكان بنفيكا الأفضل رغم طرد لاعب له في الشوط الأول لكن تمكن البلوز من الفوز 2-1 وبذالك يضرب موعد مع برشلونه في نصف نهائي كان أول لقاء في الستامفورد بريدج لكن هذا لم يمنع من ترشيح برشلونه وكسب اللقاء لكن من جانب دي ماتيو كان يحضر مفجئه مدويه لاصحاب الضيف ولعب بطريقة الكتناتشو بشكل مبالغ فيه بحيث اقفل جميع المساحات امام البارسا وفرض مراقبه مشدده للاعب ميسي واستطاع في تحقيق مراده بعد ما خطف دروجبا هدف في اخر دقائق الشوط الأول من كوره طويله من لامبارد الذي حولها لرامريز وانطلق بها بسرعه قسوه ومررها لزميله دروجبا الذي كان يتمركز في المكان الصحيح ووضعها بشباك ومع ضغط برشلونه طيلة فترات الشوط الثاني لم يفلح في اختراق الجدار الدفاعي للبلوز وانتهت موقعة الستامفورد بريدج 1-0 في لقاء الإياب كان على برشلونه هزيمة تشلسي بفارق هدفين انتلقت المباراة وأصيب كاهيل بعد دقائق وخرج وعوض مكانه بوسنغوى وتحول ايفا للقلب وحل بسنغوى مكانه في الظهير الأيمن افتتح برشلونه النتيجة عن طريق بوسكس وبعده بدقائق حصل جون تيري لورقه حمراء وبهذا الشكل تعقدت الامور على تشلسي وما زاد الطين بله هو هدف أنيستا الثاني وبهذي الحالة أصبح برشلونه هو المتأهل وقبل نهاية الشوط الأول مرر لامبارد تمريره طويله الي راميريز الذي حولها الي شباك فالديز بطريقه مذهلا انتهى الشوط الأول ومع بداية الشوط الثاني حصل برشلونه على ضربة جزاء واهدرها مسي لتعود الآمال مرا اخرا لتشلسي دخل توريس بديل لدورجبا وبعد حصار طويل استطاع بوسنغى وى تشتيت كوره من منطقة جزاء تشلسي وتحولت الكورة الي توريس الذي لم يتولا في وضعها في الشباك وهذا استطاع تشلسي تحقيق التعادل وقهر كل الظروف وتأهل لنهائي ميونخ الذي كان في انتظاره صاحب الأرض بايرميونخ ومع غياب اربع لاعبين بسبب الاقاف تيري وميرليس وراميريز وايفانوفيش لعب تشلسي النهائي بطريقة دي ماتيو المحببه الكتناتشو وقفل المسحات في وجه لاعبين البايرن ولكن تحقق حلم البايرن في اخر عشر دقائق وحق مولر هدف البايرن الوحيد وفي نفس ألاحظه الجميع ضن انا المباراة قد انتهت وانا الكتناتشو لن تحقق لتشلسي حلم مالك النادي ابراموفيش لكن في الدقيقة 88 ومن ركنينه وحيدا استطاع دروجبا رمي نفسه امام الجميع وضرب الكور برئسه واسكنها في شباك العملاق نوير ذهبت المباراة الي الأشواط الإضافية حصل البايرن على ركلة جزاء تمكن تشيك من صدها وابقا على آمال تشلسي وبعد انتهاء الأشواط الإضافية على نفس النتيجة اتجه اللقاء الي ركلات الجزاء وحقق تشلسي التفوق بها وتوج أخيرا بلقب الابطال الأول في تريخه وانتصرت الكتناتشو مرا آخراً  